# Neoathyreus mexicanus
Neoathyreus mexicanus is een keversoort uit de familie cognackevers (Bolboceratidae). De wetenschappelijke naam van de soort werd in 1845 gepubliceerd door Johann Christoph Friedrich Klug.